# Notte della moda
La Notte della moda o Fashion Night Out (FNO) - anche Vogue Fashion Night Out (VFNO) dal nome della testata promotrice dell'evento- è un'iniziativa globale nata nel 2009 ed organizzata dalla rivista Vogue per celebrare la moda, al fine di ridare fiducia ai consumatori e rilanciare l'economia del settore depressa a seguito della recessione mondiale del 2008. L'iniziativa consiste in una serie di eventi concentrati in diverse città del mondo che si tengono di notte in una data prefissata di settembre. Le boutique ed i negozi che aderiscono alla Fashion Night rimangono aperti anche di notte per l'occasione, e vengono organizzate sfilate di moda e spettacoli musicali.
Nel 2011 le città in cui è stata organizzata la FNO sono state le seguenti:
- Australia: Sydney, 8 settembre
- Brasile: San Paolo, 12 settembre, Rio de Janeiro, 12 settembre
- Cina: Shanghai, 11 settembre
- Francia: Parigi, 8 settembre
- Germania: Berlino, 8 settembre, Düsseldorf, 9 settembre
- Grecia: Atene, 15 settembre, Salonicco, 20 settembre
- India: Nuova Delhi, 10 settembre
- Italia: Milano, 8 settembre, Roma, 15 settembre
- Giappone: Tokyo, 5 novembre
- Corea del Sud: Seul, 21 settembre
- Messico: Città del Messico, 8 settembre
- Portogallo: Lisbona, 8 settembre
- Spagna: Madrid, 7 settembre
- Turchia: Istanbul, 15 settembre
- Regno Unito: Londra, 8 settembre